# Barleriola
Barleriola es un género de plantas con flores perteneciente a la familia Acanthaceae. El género tiene 4 especies de hierbas.

## Taxonomía
El género fue descrito por Anders Sandoe Oersted y publicado en Videnskabelige Meddelelser fra Dansk Naturhistorisk Forening i Kjøbenhavn 1854: 136. 1855. La especie tipo es: Barleriola solanifolia (L.) Oerst.
Etimología

## Especies aceptadas deBarleriola
- Barleriola inermis Urb. & Ekman
- Barleriola multiflora Urb. & Ekman
- Barleriola satureioides (Griseb.) M.Gómez
- Barleriola solanifolia (L.) Oerst.